# Университет „Дюк“
Университетът „Дюк“ (на английски: Duke University) е едно от най-престижните американски висши училища. Намира се в Дърам, щата Северна Каролина. Основан е през 1838 г.
Добива сегашното си реноме обаче чак през 1970-те години. Според класацията на най-добрите американски университети на „Ю Ес нюз енд уърлд рипорт“ „Дюк“ е на 5-о място заедно със Станфордския университет. Списание „Таймс“ го класира на 11-о място в класацията си за най-добрите университети в света.
Освен със световноизвестните си преподаватели и научни изследователи университетът е известен и с готическия си кампус, както и с баскетболния си отбор, който е сред водещите в колежанското първенство.
През 2002 г. университетът за първа година предоставя пълни стипендии за талантливи български студенти. Броят на българските студенти в него е по-малко от 20 души. Те са организирани в студентската асоциация „BAD“ (Bulgarian Association at Duke). „BAD“ организира целогодишно културни мероприятия, които са насочени както към българската общност в Северна Каролина, така и към разширяване познанията за България сред студентската общественост в университета.

## Галерия
- Научноизследователски център „Ливайн“
- Готическата читалня на Библиотека „Пъркинс“
- Входът на Медицинския център откъм Западния кампус
- Медицинският център
- Центърът за астма и алергии
- Институтът за клинични изследвания
- Входът на Библиотека „Босток“
- Центърът „Фицпатрик“
- Павилионът „Фон дер Хейдън“
- Музей за визуални изкуства „Нашър“

## Известни личности
Преподаватели
- Питър Агре (р. 1949), професор по химия и молекулярна биология, носител на Нобелова награда за химия за 2003 г.
- Фредерик Джеймисън (р. 1934), литературен критик и марксистки политически теоретик
- Ингрид Добеши (р. 1954), професор по математика
- Пол Модрич (р. 1946), биохимик
- Барбара Хърнстийн Смит (р. 1932), литературна историчка и теоретичка
- Джейн Томпкинс (р. 1940), професор по англицистика
- Стенли Фиш (р. 1938), професор по право и по английска литература
- Майкъл Харт (р. 1960), литературовед и политолог, професор по сравнително литературознание
- Джудит Халберстам (р. 1961), професор по англицистика
- Евгений Добренко (р. 1962), литературен историк, професор по руска литература и култура

Възпитаници
- Чарлз Хард Таунс (р. 1915), физик, известен с откриването на мазера, носител на Нобелова награда за физика за 1964 г.
- Ричард Никсън (1913-1994), 37–ият президент на САЩ (1969-1974)
- Питър Маас (1929-1991), журналист и писател на бестселъри в жанра трилър
- Робърт Ричардсън (1937-2013), физик, носител на Нобелова награда за физика за 1996 г.